# Dadasaheb Phalke
Dhundiraj Govind Phalke, vulgarmente conhecido como Dadasaheb Phalke (marata: दादासाहेब फाळके) (Nashik, 30 de abril de 1870 — Nashik, 16 de fevereiro de 1944) é conhecido como o pai do cinema indiano. Foi instituído o prémio Dadasaheb Phalke em sua homenagem.

## Primeiros anos
Dadasaheb Phalke nasceu em Nasik, na Índia. Ingressou na escola J. J. School of Arts, em Bombaim (atualmente Mumbai) em 1885. Depois de se ter formado, foi para o Kala Bhavan em Baroda, onde aprendeu técnicas de fotografia e impressão. Ele começou a sua carreira profissional como fotografo numa pequena cidade em Ghodra, mas teve que abandonar o negócio depois da morta da sua primeira mulher e do seu filho, depois de um surto de peste bubónica. Pouco depois ele conheceu o ilusionista alemão Carl Hertz, um dos 40 ilusionistas que trabalhavam para os irmãos Lumiére.
Tempo depois ele teve a oportunidade de trabalhar para o Archeological Survey of India, como desenhista. Contudo ficou insatisfeito com o seu novo trabalho e começou a trabalhar na área de impressão. Ele se especializou em litografias e oleografias, e trabalhou para o pintor Raja Ravi Varma. Mais tarde Phalke montou a sua própria tipografia e viajou até à Alemanha, para conhecer as últimas tecnologias e maquinaria.

## O primeiro filme
Depois de uma disputa com os seus sócios, Phalke abandonou a tipografia e passou a interessar-se pelo cinema. Depois de assistir ao filme The Life of Christ (A Vida de Cristo), ele imaginou fazer algo de similar mas com os deuses indianos. Phalke fez o seu primeiro filme Raja Harishchandra  em 1912, contudo este foi apenas exibido publicamente a 3 de Maio de 1913 no Coronation Cinema de Bombaim.
Phalke mostrou-se bem sucedido nesta nova arte e passou a fazer vários filmes, curtas metragens, documentários, filmes educacionais e comédias.

## Hindustan Films
Phalke fundou em Bombaim uma empresa cinematográfica com o patrocínio de cinco empresários, a Hindustan Films. Esperava assim ter os aspetos financeiros do negócio cuidados por profissionais, ficando assim livre para se empenhar na parte criativa. Ele montou um estúdio e treinou técnicos e atores, mas muito cedo ele se viu envolvido em problemas com os seus novos sócios. Em 1920 Phalke deixou a Hindustan Films e anunciou que se iria aposentar da indústria cinematográfica. No entanto a Hindustan Films sem Phalke perdeu o seu génio criativo e envolveu-se em graves problemas financeiros. Assim ele foi persuadido a regressar. Contudo Phalke não se sentia satisfeito, assim, depois de dirigir alguns filmes ele deixou a empresa de novo.

## Filmes Sonoros
Os progressos na indústria cinematográfica trouxeram à Índia os filmes sonoros. No entanto, Phalke não conseguiu lidar com a popularidade destes novos filmes e assim acabou deixando de vez o cinema. O seu último filme foi Ganganvataran, feito entre 1936-38.